# Det Okhotske Hav
Det Okhotske Hav (russisk: Охотское Море, tr. Okhotskoje More) er en del af det vestlige Stillehav beliggende mellem Kamtjatka og Kurilerne mod øst, den japanske ø Hokkaido mod syd og øen Sakhalin og det østlige Sibirien mod vest. Med undtagelse af den japanske ø Hokkaido er Okhotske Hav på alle sider omgivet af russisk territorium. Længden fra nord til syd er 2.445 km, den maksimale bredde er 1.407 km, havets overfladeareal er ca. 1,583 millioner km² og dets største dybde er 3.372 meter. Den gennemsnitlige dybde er 177 meter.
Havet er opkaldt efter floden okhota (russisk: oхота), der stammer fra det evenske navn: окат. I Japan hed havet tidligere Hokkai (北海), der betyder Nordhavet eller Nordsøen, men for at undgå forvekslingsmuligheder med den europæiske Nordsø ændredes navnet til Ohōtsuku-kai (オホーツク海).
Okhotske Hav, undtagen den centrale del, er kendt for at være isdækket eller at der opstår drivis i vintermånederne. Isen opstår hurtigt fordi Amurflodens ferskvand sænker havets salinitet, hvilket medfører at havets smeltepunkt forhøjes. Vejret kendetegnes af mange storme og tåge. Fra oktober til april er der minus temperaturer og stabilt isdække. I den nordøstlige del er de gennemsnitlige månedlige temperaturer i januar og februar fra -14 til -20 °C, i nord og vest -20 til -24 °C, i den sydlige og østlige del af havet fra -5 til -7 °C; den gennemsnitlige månedlige temperaturer juli og august er henholdsvis 10-12 °C, 11-14 °C, 11-18 °C.
I havet findes en stor fiskebestand, der udnyttes af den russiske fiskeindustri.
Okhotske Hav udgør den vigtigste sejlrute, som forbinder Vladivostok med de nordlige områder i Fjernøsten og Kurilerne. Store havne på kysten på fastlandet er Magadan, Okhotsk, på Sakhalin; Korsakov og på Kurilerne; Severo-Kurilsk. 
Ifølge russisk forskning findes der 29 steder med fossilt brændsel i havet langs kysterne. Det skønnes at der er 1,2 milliarder ton råolie og 1,5 milliarder kubikmeter naturgas.